# Pic Mucuñuque
El pic Mucuñuque, també conegut com Pic Santo Domingo, és una muntanya que s'eleva fins als 4.610 msnm. Està situat a la Serralada de Mérida, dins el Parc Nacional de Sierra Nevada, uns 100 quilòmetres al nord-est de la ciutat de Mérida, Veneçuela.
El cim fou ascendit per primera vegada pel topògraf veneçolà Alfredo Jahn l'11 de desembre de 1910, el qual li atorgà una altura de 4.672 metres.